# 최주용 (정치인)
최주용(崔周龍, 1948년 5월 10일 ~ )은 대한민국의 전직 대전광역시 동구의원이다.

## 학력
- 보문고등학교 졸업
- 한남대학교 행정학과 학사 졸업

## 경력
- 대전 전산전화국 근무
- 1991.04 ~ 1995.06 제1대 대전직할시 동구의회 의원
- 대전광역시 동구의회 사회건설위원장
- 1995.07 ~ 1998.06 제2대 대전광역시 동구의회 의원
- 1997.01 ~ 1998.04 제2대 대전광역시 동구의회 후반기 의장
- 1998.07 ~ 2002.06 제3대 대전광역시 동구의회 의원
- 2002.07 ~ 2006.06 제4대 대전광역시 동구의회 의원
- 2002.07 ~ 2004.07 제4대 대전광역시 동구의회 전반기 의장
- 새마을금고연합회 대신동 새마을금고 이사장

## 역대 선거 결과
| 선거명          | 직책명                                     | 대수            | 정당         | 득표율   | 득표수   | 결과 | 당락                     |
| --------------- | ------------------------------------------ | --------------- | ------------ | -------- | -------- | ---- | ------------------------ |
| 3·26 지방 선거  | 대전직할시 동구의원(대동1동 선거구)        | 1대             | 무소속       | 67.5%    | 1,700표  | 1위  | 대전광역시 동구의원 당선 |
| 제1회 지방 선거 | 대전광역시 동구의원(대동1동 선거구)        | 2대 (민선 1기)  | 무소속       | 단독후보 | 무투표   | 1위  | 대전광역시 동구의원 당선 |
| 제2회 지방 선거 | 대전광역시 동구의원(대동1동·소제동 선거구) | 3대 (민선 2기)  | 무소속       | 단독후보 | 무투표   | 1위  | 대전광역시 동구의원 당선 |
| 제3회 지방 선거 | 대전광역시 동구의원(대신동 선거구)         | 4대 (민선 3기)  | 무소속       | 단독후보 | 무투표   | 1위  | 대전광역시 동구의원 당선 |
| 6·5 재보궐선거  | 대전광역시 동구청장                        | 15대 (민선 3기) | 자유민주연합 | 31.1%    | 11,806표 | 2위  | 낙선                     |